# Alexei Wassiljewitsch Tyranow

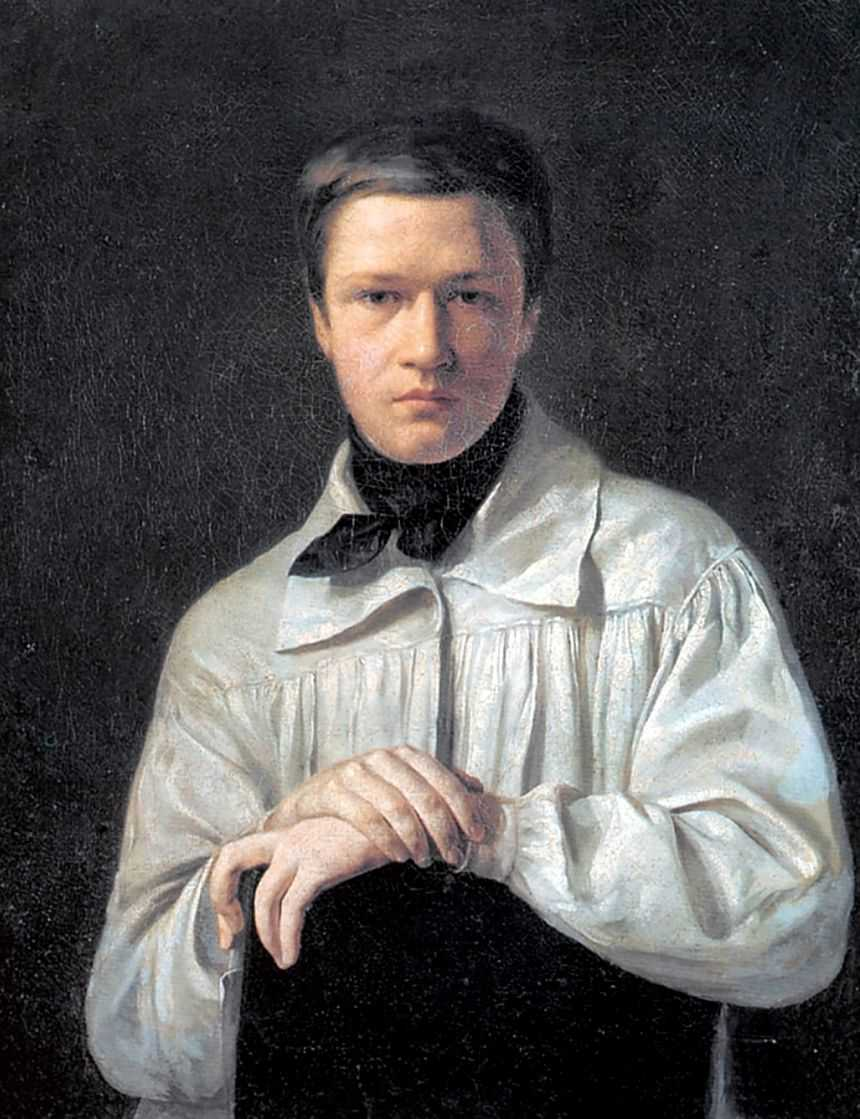
Alexei Wassiljewitsch Tyranow, Selbstporträt aus dem Jahr 1825

Alexei Wassiljewitsch Tyranow (russisch Алексей Васильевич Тыранов, wiss. Transliteration Aleksej Vasil'evič Tyranov; * 1801 in Beschezk; † 3. August 1859 in Kaschin) war ein russischer Maler. Er malte hauptsächlich Porträts und Genrebilder.
Er begann zusammen mit seinem Bruder mit dem Malen von Ikonen. Schließlich zog er nach St. Petersburg, um an der Russischen Kunstakademie zu studieren. Dort nahm er Unterricht bei Alexei Wenezianow. Ab 1836 war er Schüler von Karl Brjullow.

## Werke (Auswahl)

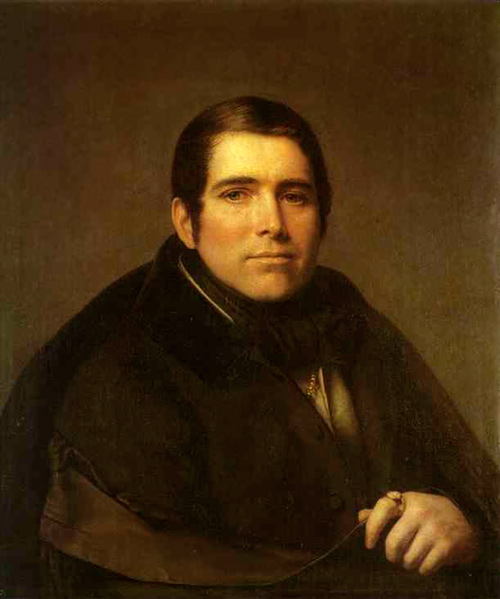
Pjotr Pletnjow, 1836
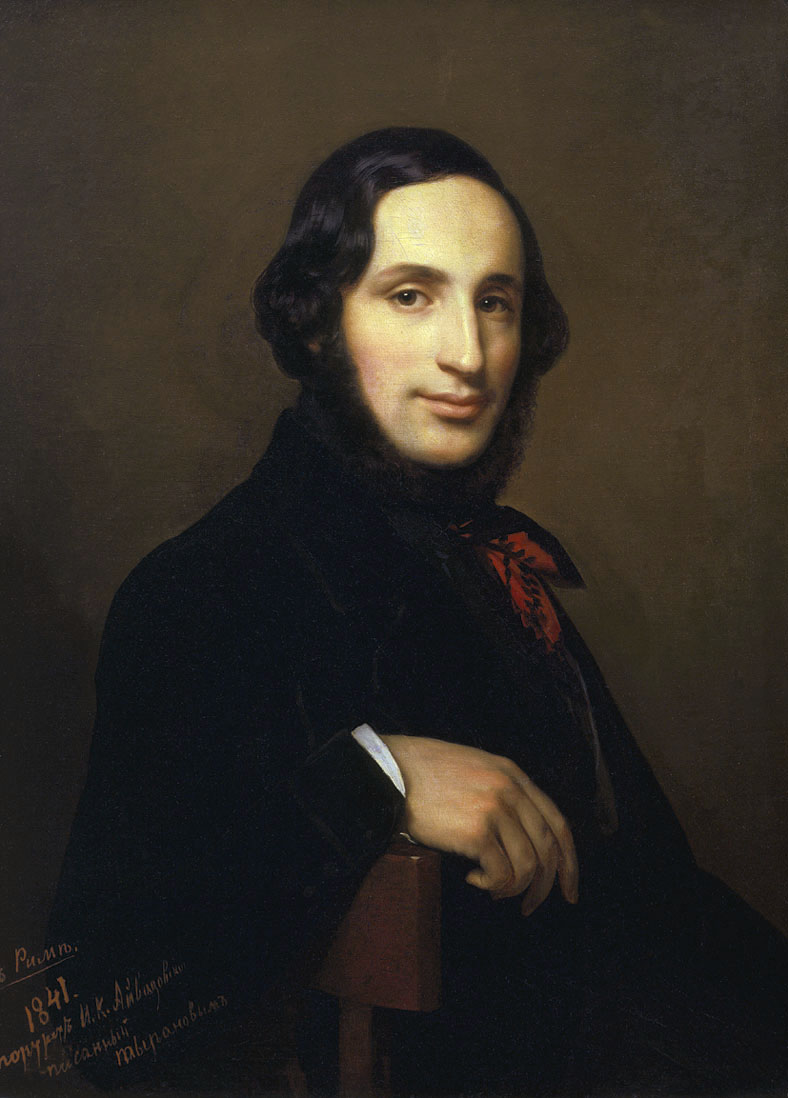
Iwan Aiwasowski, 1841